# Baia di Lituya
La baia di Lituya (/lɪˈtjuːjə/; Tlingit: Ltu.aa, significa "lago all'interno del picco") è un fiordo statunitense situato nello stato dell'Alaska. È lungo 14,5 km e largo 3,2 km nel suo punto più ampio. La baia fu scoperta nel 1786 da Jean-François de La Pérouse, che le diede il nome di Port des Français (porto dei francesi); ventuno uomini dell'esploratore francese morirono a causa delle alte maree della baia.
I ghiacciai minori Cascade e Crillon e il maggiore Lituya finiscono tutti nella baia di Lituya. La baia è famosa per le sue eccezionali alte maree. La via di accesso alla baia è molto stretta e le maree entranti ed uscenti dalla baia attraverso l'entrata causano correnti particolarmente pericolose.

## Storia
La topografia locale causa delle importanti maree nella baia, contribuendo alla creazione del più alto tsunami mai registrato in qualunque parte del mondo. Un terremoto e una conseguente frana nella zona del Crillon alla testa della baia, il 9 luglio 1958 furono la causa della più grande onda anomala mai registrata nella storia, alta circa 525 metri, che sradicò alberi e suolo dall'altra parte del golfo e sconvolse l'intera baia, distruggendo tre pescherecci ancorati lì e uccidendo due persone. Tuttavia, non appena l'onda raggiunse il mare, si esaurì velocemente. L'evento costituì la prova dell'esistenza dei megatsunami.
La baia di Lituya fa parte del Glacier Bay National Park and Preserve.